# Fergusonina greavesi
Fergusonina greavesi är en tvåvingeart som beskrevs av Philip J. Currie 1937. Fergusonina greavesi ingår i släktet Fergusonina och familjen Fergusoninidae. Inga underarter finns listade i Catalogue of Life.